# Vhembe
Vhembe (officieel Vhembe District Municipality) is een district in Zuid-Afrika.
Vhembe ligt in het uiterste noorden van de provincie Limpopo en telt 1.294.722 inwoners. Het district omvat het voormalige thuisland Venda en een deel van Gazankulu.

## Gemeenten in het district[4]
- Makhado
- Musina
- Mutale
- Thulamela